# (1,5,9-环十二碳三烯)镍
(1,5,9-环十二碳三烯)镍是一种有机镍化合物，化学式为C12H18Ni，其中，全顺式配合物可表示为(c,c,c-cdt)Ni，全反式配合物可表示为(t,t,t-cdt)Ni。全反式配合物可由无水乙酰丙酮镍在相应的烯烃中还原制得。